# Тёмная жатва
«Тёмная жатва» (англ. Dark Harvest) — американский художественный фильм режиссёра Дэвида Слейда, основанный на одноимённом романе.

## Сюжет
Каждую осень в маленьком городке на Среднем Западе призрак по имени Пилозуб Джек появляется из кукурузных полей и приближается к городской церкви, где жестокие банды подростков с нетерпением ждут своего шанса столкнуться с легендарным кошмаром в ежегодном обряде жизни и смерти. Ричи Шепард живёт в тени своего старшего брата, который в прошлом году выиграл «Октябрьский приз», чтобы получить возможность уехать из города. Чтобы проявить себя и присоединиться к брату, Ричи объединяется с неугомонной мечтательницей Келли Хейнс, которая сделает всё, чтобы выбраться из этого городка. Вопреки правилам и шансам, Ричи и Келли решают выследить легендарный кошмар, чтобы вместе выиграть «соревнование» и обрести свободу.

## В ролях
- Кейси Лайкс — Ричи Шепард
- Эмири Кратчфилд — Келли Хейнс
- Дастин Кейтхамер — Пилозуб Джек / Октябрьский мальчик
- Эзра Баззингтон — фермер
- Джереми Дэвис — Дэн Шепард
- Элизабет Ризер — Донна Шепард
- Люк Кирби — офицер Джерри Рикс
- Меган Бест

## Производство и премьера
10 сентября 2019 года стало известно, что кинокомпания New Regency привлекла Дэвида Слейда для постановки адаптации «Тёмной жатвы». 23 февраля 2020 года стало известно, что компания MGM приобрела права на фильм.
1 июня 2021 года на главные роли были выбраны начинающие актёры Кейси Лайкс и Эмири Кратчфилд. 4 октября 2021 года к актёрскому составу присоединились Джереми Дэвис, Элизабет Ризер и Люк Кирби.
Съёмки начались в конце августа 2021 года в Виннипеге.
Премьера фильма состоялась в цифровом формате 13 октября 2023 года после однодневного показа в некоторых кинотеатрах Alamo Drafthouse Cinema 11 октября 2023 года. Ранее его выход был запланирован на 24 сентября 2021 года. Изначально премьера была намечена на 24 сентября 2021 года, но была перенесена из-за пандемии COVID-19.

## Восприятие
На сайте Rotten Tomatoes фильм имеет рейтинг 72 % основанный на 36 отзывах, со средней оценкой 6.2/10.